# Сент-Агнес (острів)
Сент-Агнес (англ. St Agnes) — острів в архіпелазі островів Сіллі, Велика Британія. Четвертий по величині та заселенню островів архіпелагу омивається Кельтським морем.

## Географія
На площі 1,48 км² проживає 82 особи, які зайняті, зазвичай, у сфері туризму та вирощуванні квітів. Всі вони замешкали в єдиному поселенні — Сент-Агнес (St Agnes).